# Université Grenoble-Alpes
L'université Grenoble-Alpes (UGA) est un grand établissement d'enseignement supérieur français, le principal de la métropole grenobloise. Créée en 1339, l'université de Grenoble disparaît à trois reprises au cours de l'histoire ; dans sa forme actuelle, elle est issue de la fusion des trois universités entre lesquelles elle avait été divisée après mai 1968 (Grenoble-I, Grenoble-II et Grenoble-III), et de l'intégration partielle de l'Institut polytechnique de Grenoble, de l'école nationale supérieure d'architecture et de l'Institut d'études politiques.
L'université Grenoble-Alpes est labellisée en janvier 2016 par un jury international au titre de l'Initiative d'excellence (IDEX) puis désignée le 24 avril 2019 par le Ministère de l'Enseignement supérieur, de la Recherche et de l'Innovation pour accueillir l'un des quatre Instituts interdisciplinaires d'intelligence artificielle en France, portant l'acronyme de MIAI (multidisciplinary institute in artificial intelligence).
Grâce à son domaine universitaire, le journal Times Higher Education la classe en 2018 au huitième rang des plus belles universités en Europe. La même année, elle devient l'université française la plus citée dans le classement de Shanghai,.Plus récemment, en 2024, elle se situe, au niveau mondial, entre la 101ème et la 150ème place dans le classement de Shanghai, portant essentiellement sur les activités de recherche, à la 294ème place dans le classement QS World University rancking et,  pour l'édition 2025 de Times Higher Education, entre la 351ème et la 400ème place, ces deux derniers classements reposant sur des critères élargis. 

## Historique

### Création de l'université de Grenoble
L'existence d'un enseignement supérieur à Grenoble est bien antérieure à la création de l'université, car plusieurs décennies avant sa création, alors que Grenoble s'appelle encore Gratianopolis, un certain Jacques Borgarel s'intitule professeur de droit (professor legum) en 1277, titre repris par la suite en 1282 par Bérenger Chevalier et, en 1322, par Nicolas Constant. L'enseignement du droit à Grenoble se poursuit puisqu'en 1333, Amblard de Beaumont, protonotaire du dauphin Humbert II, prend la qualité de professor juris civilis. Cet enseignement permet de créer, quatre ans plus tard, le conseil delphinal, cour de justice à vocation judiciaire et militaire du Dauphiné de Viennois.
L'université de Grenoble est créée le 12 mai 1339 par le dauphin Humbert II, qui obtient une bulle pontificale du pape Benoît XII, lors d'un séjour à Avignon. Dans un document traduit du latin par l'historien Nicolas Chorier, on apprend « que la ville de Grenoble aura toujours une université où l'on enseignera droit civil, droit canon, médecine et arts » (en latin : ut in ea essent perpetuó generalia studia in utriusque juris, médicinæ, et artium facultatibus, etc). Humbert II, influencé par sa vie à la cour de Naples, prend diverses dispositions dans des lettres du 25 juillet, promettant et jurant sur l'Évangile une protection vigilante aux étudiants, de la nourriture et un abri sans frais, pour au moins une centaine d'entre eux. On installe alors l'université dans une maison de la rue Neuve appartenant à Jean Chaunais. Le premier recteur est Amédée Alleman, également prieur au monastère Saint-Laurent. L'enseignement du droit canonique et du droit civil est assuré par des membres du Conseil delphinal. Le dernier recteur connu est Bernard de Croysllis en 1346, également archidiacre de Besalú.
L'absence de documents les années suivantes laisse supposer que l'université de Grenoble a disparu, probablement vers l'année 1349 : période de crise économique pour le Dauphiné de Viennois dont le dauphin, ruiné par une croisade en Palestine et confronté à une épidémie de peste, est contraint de vendre sa principauté au royaume de France. L'acte est signé le 30 mars 1349, les diplomates chargés du protocole ménagent les susceptibilités en lui donnant le nom de transport du Dauphiné.
Il faut attendre un siècle pour avoir un enseignement universitaire dans la nouvelle province du Dauphiné. Mais c'est à Valence qu'une université est créée le 26 juillet 1452 par le dauphin Louis, futur Louis XI, et confirmée le 3 mars 1475 durant son règne, privilégiant la position géographique de la ville sur un axe commercial très fréquenté. Cependant on ne peut priver la ville de Grenoble de son université sans porter atteinte au contrat du transport du Dauphiné, dont une clause précise que tous les privilèges existants avant 1349 sont conservés. Pourtant, Grenoble renonce à faire valoir son droit par lequel elle pouvait réunir cette université valentinoise à Grenoble. L'université de Valence va alors attirer les meilleurs étudiants de la province du Dauphiné, malgré la présence du Parlement du Dauphiné à Grenoble. Deux siècles plus tard, en 1672, l'historien Nicolas Chorier fera une remarque énigmatique dans son Histoire générale du Dauphiné, laissant penser que l'université de Grenoble est encore en activité sous le règne de Louis XI (1461-1483). Il mentionne en effet que la province du Dauphiné compte deux universités,. Plus tard, des tentatives de réouverture à Grenoble se solderont par des échecs, mais d'autres trouveront une issue plus positive.

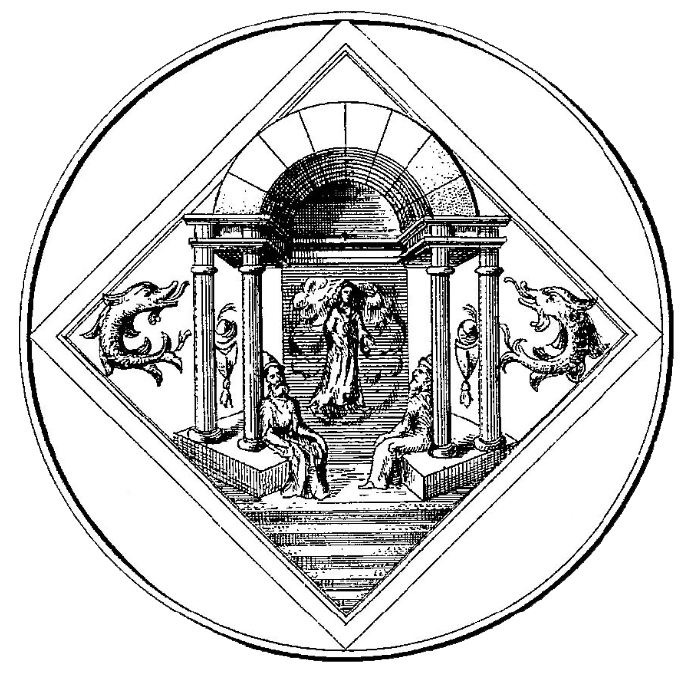
Premier sceau connu de l'université de Grenoble au XVIe siècle.

C'est ainsi qu'en 1542, la forte influence de trois jurisconsultes du Parlement du Dauphiné, dont Pierre Bucher et Antoine de Gouveia, qui s'activent pour la réouverture de l'université de Grenoble, portera ses fruits. Le 16 août, des lettres patentes du gouverneur du Dauphiné, François Ier de Saint-Pol, rétablissent l'université de Grenoble. Le 1er septembre 1542, une cérémonie solennelle d'inauguration a lieu. Dans des lettres accordées en septembre 1547, le roi Henri II accorde à tous ses membres les privilèges dont bénéficient déjà les universités d'Orléans et de Toulouse. La question des locaux est tranchée sous un angle économique, puisqu'une partie de l'évêché est utilisée, surtout le réfectoire du couvent des Cordeliers, à proximité de la tour de l'Isle. Si le premier sceau de l'université du XIVe siècle reste inconnu, le sceau du XVIe siècle sera reconstitué à la fin du XIXe siècle, à partir de fragments retrouvés dans les archives de la ville. Ainsi en 1896, un professeur de la Faculté des Sciences le décrira comme un encadrement carré reposant sur l'un des angles dans lequel s'élève un portique Renaissance à voûte plein-cintre, supporté par deux groupes de colonnes. Sous ce monument, accosté de deux dauphins, sont assis deux étudiants. Au centre du portique, on remarque une figure debout, environnée de nuages, qui serait un docteur enseignant ou peut-être la Vierge.

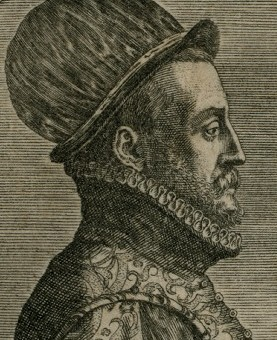
Portrait de Corneille de Blockland vers 1580.

Certains étudiants de l'université deviennent célèbres comme Corneille de Blockland nommé docteur en médecine le 22 janvier 1563, mais dont l'œuvre musicale et les prédictions entrent dans l'histoire. L'université possède de grands jurisconsultes comme Antoine Govéa, premier professeur en 1558, mais semble condamnée à fermer, lorsque le roi Charles IX ordonne par lettres patentes du mois d'avril 1565, le rattachement de l'université à celle de Valence. Alors que la guerre entre protestants et catholiques bat son plein en Dauphiné, une bataille juridique s'engage dans laquelle les avocats grenoblois, chargés de défendre la ville de Valence, refusent de le faire devant le Parlement du Dauphiné. Les Valentinois sont ainsi contraints de s'adresser au Conseil royal à Paris. Deux professeurs valentinois y rencontrent le premier consul de Grenoble, Ennemond Bectoz de Valbonnais, qui s'efforce de répondre par de savantes manœuvres à leurs habiles attaques. Finalement après d'interminables requêtes, l'arrêt définitif du Conseil royal est prononcé en faveur de Valence le 6 juin 1567.
Dans un Dauphiné ravagé par les guerres de Religion, la présence à Grenoble de Catherine de Médicis du 22 juillet au 16 octobre 1579, venue dans le but d'apaiser ces conflits, est l'occasion de lui réclamer le rétablissement de l'université. Demande qui restera sans effet. Les étudiants en droit grenoblois vont devoir continuer à se rendre à Valence. La prise de Grenoble par Lesdiguières en décembre 1590 marque la fin des hostilités religieuses et entraîne la construction d'une citadelle à l'emplacement du couvent des Cordeliers, site de l'ancienne université. Le pouvoir de la dynastie des Lesdiguières ne semble pas avoir joué en faveur du rétablissement d'une université à Grenoble. Diverses tentatives de rétablissement de la part du Premier président et du procureur-général du Parlement du dauphiné en 1732 et 1765 auprès du roi restent vaines. L'hôpital de Grenoble et l'intendant du Dauphiné, Christophe Pajot de Marcheval, vont cependant jouer un rôle essentiel dans l'ouverture en 1771 d'une petite école de chirurgie, nécessaire à une ville de garnison comme Grenoble. Accueillie par les Pères de la charité, l'école enseigne la médecine, la chirurgie, l'anatomie, la pharmacie pratique et la botanique dans un cursus de trois années, qui passera ensuite à quatre ans. Parmi les premiers élèves boursiers figure un étudiant de vingt-sept ans, marié et admis par dérogation malgré son âge, Dominique Villars. Mais bientôt la Révolution, née à Grenoble lors de la Journée des Tuiles, condamne la Faculté des arts et la Faculté de théologie de Valence à disparaître en 1790, suivies par la Faculté de médecine en 1791 et enfin la Faculté de droit en 1792, les universités étant jugées corporatistes et conservatrices.

### Époque moderne
C'est le 1er novembre 1805, sur la voie qui le mène d'Ulm à Austerlitz, que Napoléon Ier signe à son quartier général de Braunau-sur-Inn, le décret qui organise l'École de droit de Grenoble, marquant ainsi le retour de l'enseignement supérieur à Grenoble. Le 23 décembre suivant, l'audience solennelle de la Cour d'appel de Grenoble se déroule dans le Palais de justice pour recevoir le serment des premiers membres de la nouvelle École de Droit. Le 19 mai 1806, l'École ouvre ses portes à ses premiers élèves ; son premier doyen est Jean-Paul Didier. Les effectifs de cette première année raccourcie se montent à 160 élèves. Le 10 décembre 1806, c'est l'École de médecine, de chirurgie et de pharmacie qui ouvre ses portes par décret impérial mais qui sera remplacée en 1823 par une École secondaire de médecine.

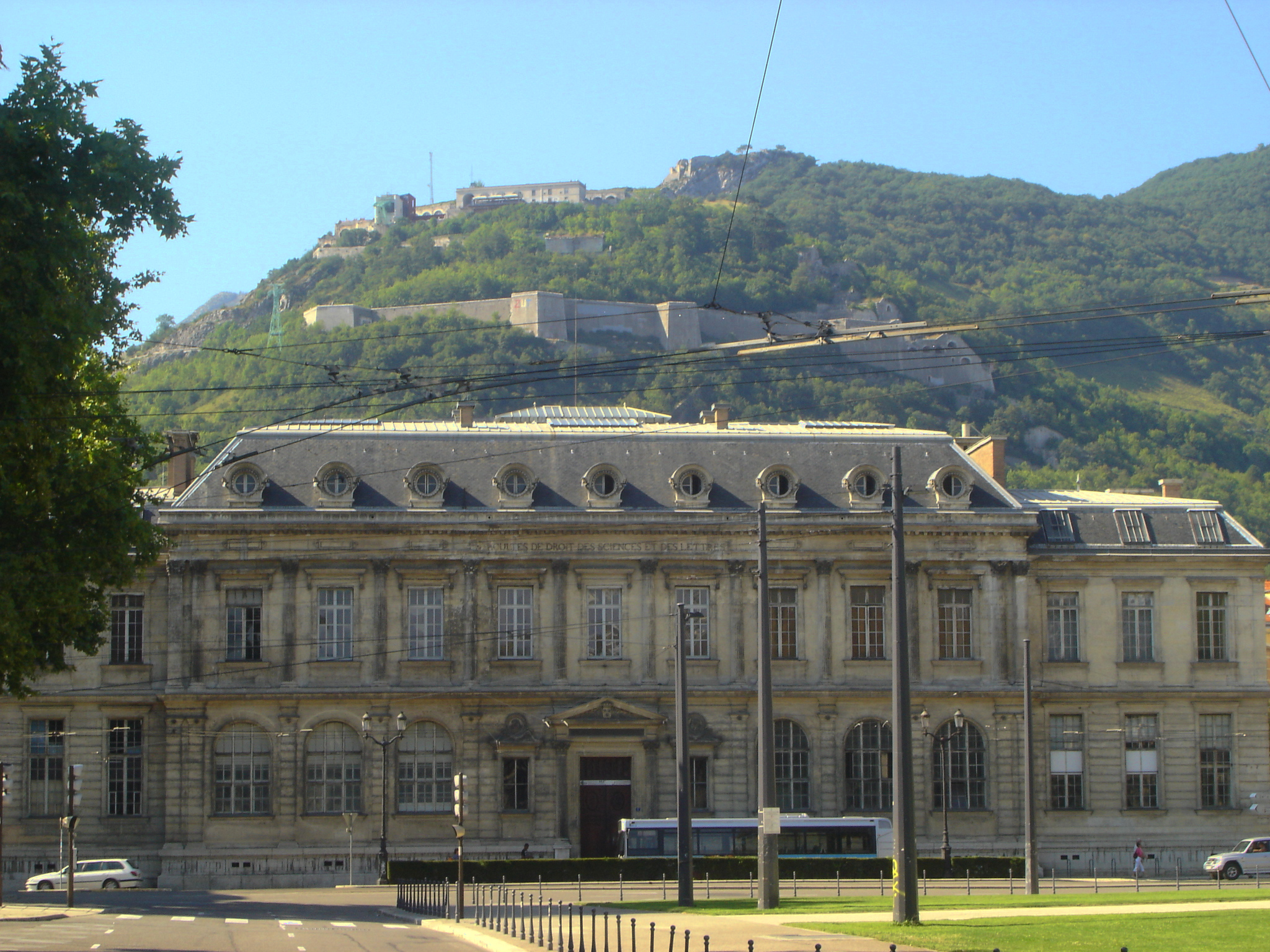
Palais de l'université sur la place de Verdun, ancien siège des facultés grenobloises.

Le 17 mars 1808, le décret impérial de Napoléon Ier créé l'université impériale et précise que Grenoble sera le siège d'une Faculté des Lettres et d'une Faculté des Sciences. Les premiers cours de la Faculté des Lettres se déroulent le 26 mai 1810 dans l'hôtel de Saint-Maurice de la rue Neuve avec comme doyen Jean-Gaspard Dubois-Fontanelle. Parmi les premiers professeurs de la Faculté des lettres, se trouvent Jean-François Champollion, professeur-adjoint d'histoire et son frère Jacques-Joseph Champollion, professeur de littérature grecque. C'est ce dernier qui prononcera l'éloge funèbre du doyen Dubois-Fontanelle à sa mort le 15 février 1812 à l'âge de 74 ans. Le professeur de philosophie, M. Jamet, était mort avant l'ouverture de la faculté des lettres. La rentrée de la faculté des lettres a eu lieu le 5 novembre 1810 avec les cours d'histoire, de littérature française, de littérature latine, de littérature grecque et de philosophie. Supprimée par ordonnance royale de Louis XVIII le 18 janvier 1816, cette Faculté des Lettres est rétablie en 1847,. En 1811, Joseph Fourier, mathématicien et préfet de l'Isère, installe la Faculté des Sciences de Grenoble. Son doyen est Chabert, professeur de mathématiques appliquées. La faculté sera confortée en 1823 par l'École secondaire de médecine puis en 1841 par l’École préparatoire de médecine et de pharmacie.
Mais le souvenir de l'entrée triomphale de Napoléon à Grenoble en 1815 de son retour d'exil et surtout la conspiration de Jean-Paul Didier en 1816 en faveur du duc de Reichstadt provoque une certaine méfiance de Louis XVIII envers la ville. Ce dernier, revenu au pouvoir après la déroute napoléonienne, ferme l'université de droit le 2 avril 1821 à la suite de la rumeur de sa mort le 20 mars qui entraîne quelques agitations dans la ville et un état de siège. Malade et affaibli, les dernières années de sa vie, Louis XVIII meurt le 16 septembre 1824. Aussitôt, une même ordonnance de son successeur Charles X ordonne le rétablissement de l'université de droit dès le 22 septembre. En France, l'année 1841 marque la création des Écoles préparatoire de médecine et de pharmacie dont le statut est communal selon l'ordonnance du 13 octobre 1840. Celle de Grenoble, est créée après bien d'autres villes comme Amiens, Caen, Poitiers ou encore Rennes par une ordonnance du 3 octobre 1841 sous la municipalité d'Honoré-Hugues Berriat, et vient remplacer l'École secondaire de médecine mise en place en 1823.

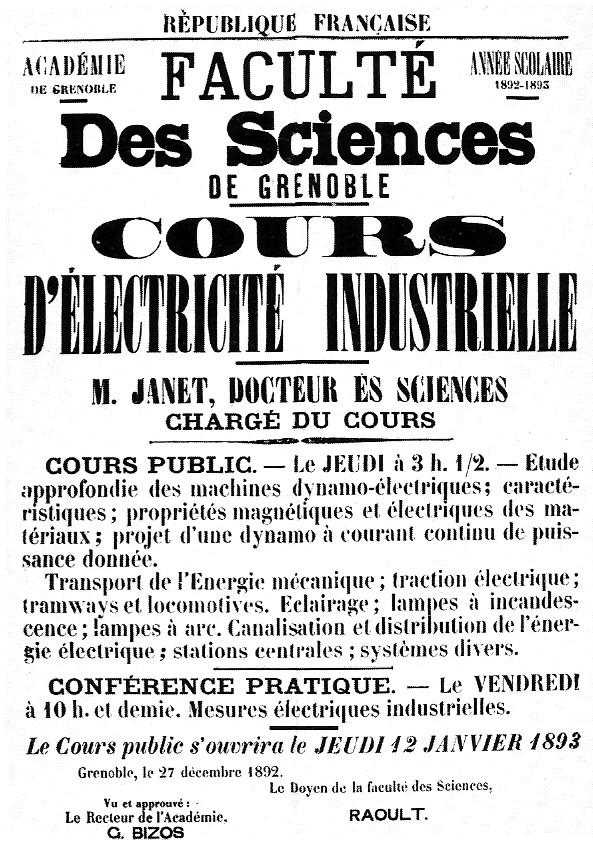
Cours d'électricité de Paul Janet.

En 1879, le palais de l'université de Grenoble, implanté place de la Constitution (future place de Verdun) est ouvert aux étudiants. Il sera inauguré par le président Félix Faure le 4 août 1897 à l'occasion de sa venue à Grenoble pour l'inauguration de l'extension du palais de justice et de la Fontaine des trois ordres. L'édifice regroupe alors environ 500 étudiants en droit et Grenoble devient le siège d'une académie regroupant les facultés de Droit, Lettres et Sciences, totalement indépendantes les unes des autres et placées sous la tutelle directe d'un recteur. Les effectifs en droit montent rapidement après la Guerre franco-allemande de 1870 à 1 086 étudiants lors de l'année 1872-1873 puis redescendent lentement et se stabilisent pendant plusieurs décennies dans une fourchette de 500 à 600 étudiants.
La réussite de Marcel Deprez dans son transport d'électricité en 1883 entre Grenoble et Jarrie est un tournant décisif pour l'industrie régionale. Des spécialistes et en particulier Paul Janet, auteur d'un cours du soir d'électricité industrielle en janvier 1893, sont conscients de la nécessité de créer à Grenoble un enseignement capable de former les ingénieurs dont l'industrie a besoin. En même temps, se constitue une « société pour le développement de l'enseignement technique », groupe de notables menés par l'industriel Aristide Bergès et le président de la Chambre de Commerce et d'Industrie, Casimir Brenier. Ils se mobilisent pour obtenir la permanence du cours d'électricité à l'université et lancent une souscription dans Le Petit Dauphinois. Les autorités locales, dont le maire Stéphane Jay, se laisseront convaincre et ouvriront en 1900 l'Institut électrotechnique rattaché à la faculté des sciences. Mais il faudra attendre encore dix ans avant que la première pierre d'un bâtiment consacré à la science ne soit posée pour recevoir cette institution. À la même époque, la municipalité d'Auguste Gaché lance en 1894 la construction d'un nouveau bâtiment pour l'École préparatoire de médecine et de pharmacie. L'édifice est inauguré par son successeur, Félix Poulat, en août 1896 dans la rue Lesdiguières, et le directeur de l'établissement est le docteur Arthur Bordier.
En 1896, le matheysin et critique d'art, Marcel Reymond, fonde l'actuel Comité de Patronage des Étudiants Étrangers rattaché à la Faculté des Lettres, qui deviendra le Centre universitaire d'études françaises (CUEF) de Grenoble. Il y dispensera notamment des cours d'histoire de l'art, mais l'essentiel est l'enseignement du français à des familles et des salariés émigrés établis et travaillant à Grenoble.

### L'émergence du triptyque grenoblois «Université / Industrie / Recherche»

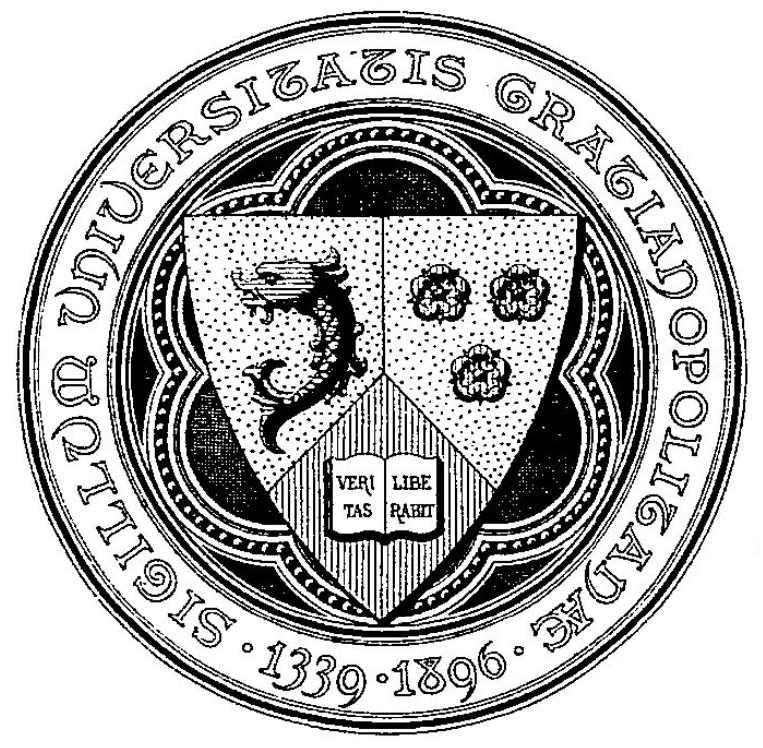
Sceau de l'université de Grenoble à partir de 1896.

L'université de Grenoble est réactivée par la IIIe République, avec la loi relative à la constitution des universités de 1896, et compte environ 560 étudiants à la fin du XIXe siècle. Regroupement formel de facultés, elle acquiert une dynamique certaine avec le développement d'un tissu industriel né de la découverte de la houille blanche par Aristide Bergès en 1869. Comme le souligne le géographe Armand Frémont : « De cette époque, date la mise en place d'un système triangulaire typiquement grenoblois, associant fortement l'université, la recherche et l'industrie ». Ce système favorise également l'émergence des premiers grands établissements scientifiques grenoblois, comme l'Institut électrotechnique en 1901 (devenu Institut polytechnique de Grenoble) et l'École de papeterie. Un nouveau sceau est créé pour l'occasion. Il contient un écu au centre contenant le symbole du Dauphiné, les armoiries de Grenoble et un livre ouvert symbolisant la science et l'étude portant la devise veritas liberabit rappelant que la vérité nous délivrera des préjugés de l'ignorance. Dans l'exergue, l'inscription Sigillum Universitatis gratianopolitanæ en écriture du XVIe siècle et les dates 1339 et 1896 de création et de reconstitution de l'université. L'ensemble de ces dispositions sont adoptées à l'unanimité par le conseil de l'université dans ses séances du 10 juillet et 6 novembre 1897.

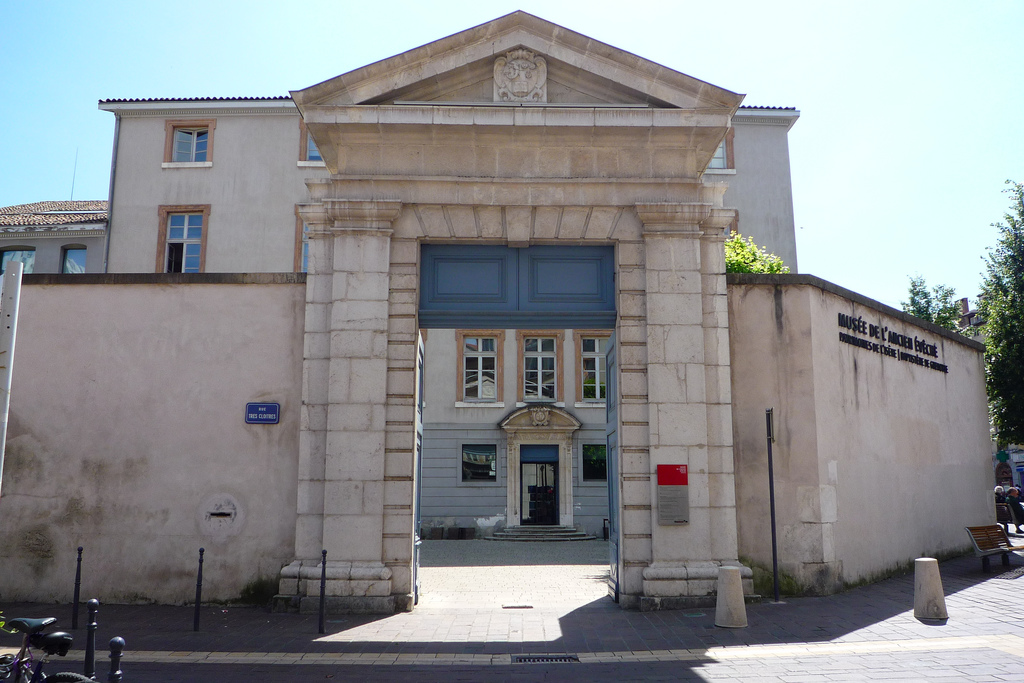
L'actuel musée de l'Ancien Évêché, ancien site de l'Institut de géographie alpine (1907-1965).

En 1898, démarrent les premiers cours de vacances du Comité de patronage et l'on assiste, dans la foulée, à la mise en place de l'Institut de phonétique (1904) par Théodore Rosset. En 1907, la faculté des lettres soutient Julien Luchaire, professeur de langue et littérature italienne, qui a créé l'Institut français de Florence premier de tous les Instituts français du monde entier, qu'il dirige jusqu'en 1918. Elle assure aussi la « tutelle » des Instituts français de Naples et Rome. En 1907, l'Institut de géographie alpine est fondé par Raoul Blanchard, géographe français spécialisé dans l'étude des Alpes et de la géographie du Québec. Il s'installe dans les locaux de l'ancien Évêché. En 1912, un institut commercial de l'université est créé. En 1937, la Maison des étudiants et son élégante façade ornée de bas reliefs du sculpteur Auguste Davin ouvre ses portes sur la toute récente place Pasteur.
Avec le déclenchement de la Seconde Guerre mondiale, des scientifiques et universitaires français viennent se réfugier à Grenoble, encore en zone libre. Parmi ceux-ci, viennent rejoindre Louis Néel, Louis Weil, son assistant à Strasbourg, puis Noël Felici et  rejoints en 1943 par Félix Bertaut, trouvent alors à l'institut Fourier et à l'Institut d'électrotechnique, un espace de travail. Cette période de guerre et d'occupation voit les universitaires grenoblois s'investir dans la Résistance, protégeant des hommes destinés au Service du travail obligatoire en les transformant en étudiants. Mais la Saint-Barthélemy grenobloise en novembre 1943 touche tragiquement le personnel universitaire avec l'assassinat du professeur Jean Bistési, suivi quelques semaines plus tard de ceux de René Gosse, doyen de l'université des sciences jusqu'en juin 1940, et de son fils Jean.René Gosse, doyen de la  faculté des sciences et directeur de l' Institut polytechnique avait été déchu en 1940 de ses fonctions par le gouvernement de Vichy qui leur  substitue respectivement Maurice Gignoux et Félix Esclangon. René Gosse sera, à titre posthume, rendu à ces fonctions à la Libération. 
En 1945, Jean Kuntzmann, maître de conférence débutant, arrive à Grenoble. Deux ans plus tard, il met en place à la Faculté des sciences un enseignement de « mathématiques appliquées » à l'usage des ingénieurs. Cette formation, presque unique en France, est le point de départ du développement des « mathématiques appliquées », du « calcul numérique » et plus tard de l'informatique en France,,,. En 1947, l'association des amis de l'université de Grenoble est créée et deviendra en 2001 l'alliance Université-Entreprise de Grenoble. Présidée par l'industriel Paul-Louis Merlin, elle favorise les liens féconds unissant l'université, l'industrie et les grands organismes de recherche qui s'implanteront à Grenoble dès l'année 1955 (CEA puis CNRS notamment). L'illustration est faite par l'acte constitutif du Centre d'études nucléaires le 26 octobre 1955  qui précise que le directeur est assisté, dans le cadre de la direction scientifique du centre, d'une commission composée de six représentants du Commissariat à l'énergie atomique et de six universitaires proposés par le recteur de l'université de Grenoble. Ce Centre doit sa création à Louis Néel, auquel est également dû la création, en 1953, dans le cadre de l'Institut polytechnique de Grenoble, d'une formation d'ingénieur en Génie atomique. 

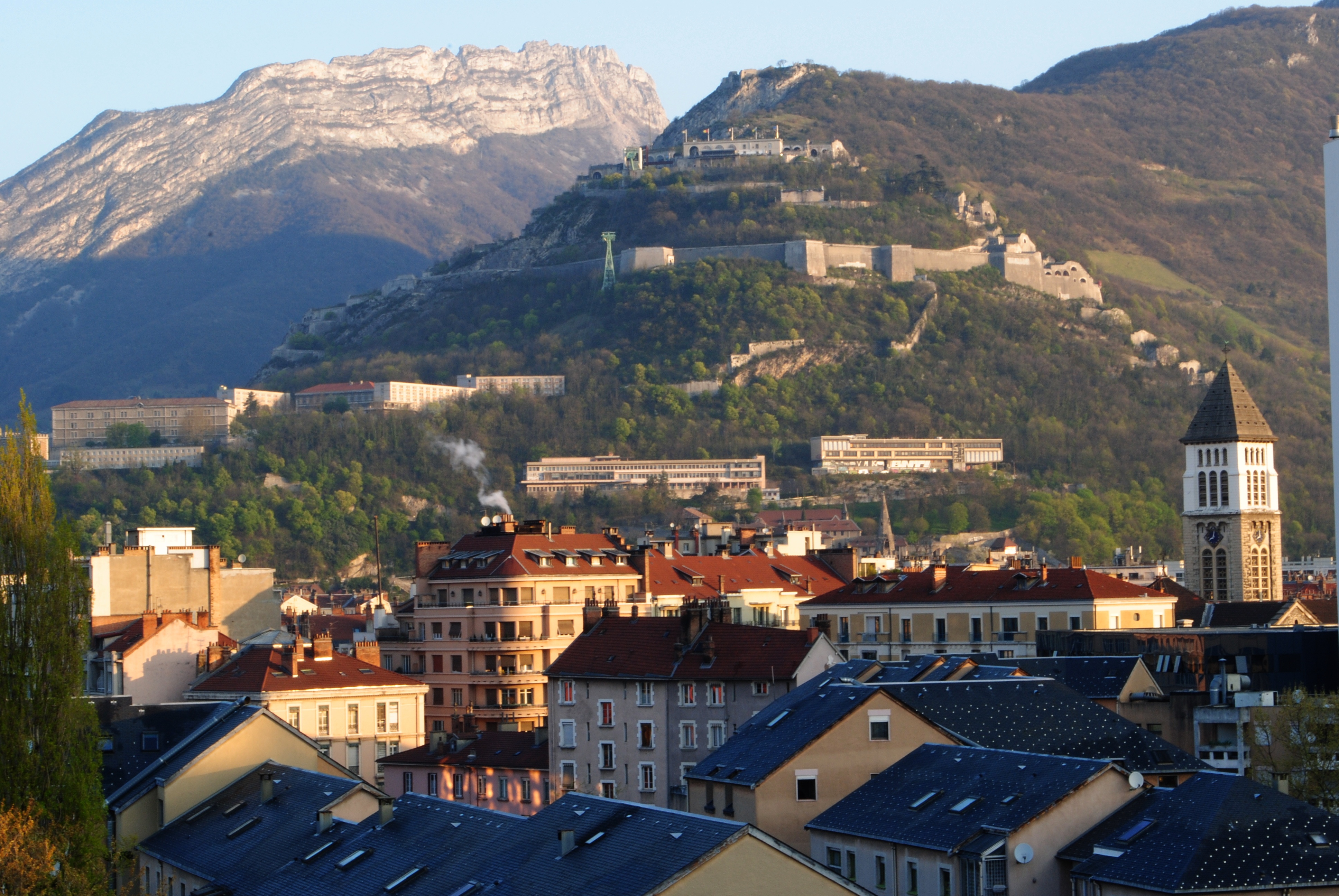
La Bastille de Grenoble, avec, au centre, les deux anciens bâtiments universitaires du Rabot et la résidence étudiante du même nom à gauche.

Le 15 juillet 1955, le permis de construire d'une nouvelle bibliothèque universitaire est validé sur le boulevard Maréchal-Lyautey par la ville, et celle-ci est mise en service le 4 janvier 1960. Cependant, en mai 1955, l'université se sent déjà trop à l’étroit dans ses nombreux locaux du centre-ville et lance un projet immobilier sur les flancs de la Bastille, au Rabot. Léon Moret, doyen de l'université des sciences et directeur du laboratoire de géologie, ainsi que Paul Veyret, directeur de l'Institut de géographie alpine, entreprennent les transferts de l'institut Dolomieu et de l'Institut de géographie alpine, ainsi que l'aménagement d'une résidence universitaire dans l'ancienne caserne militaire du XIXe siècle située non loin. L'ensemble est opérationnel à la fin de l'année 1961, mais l'inauguration se déroule en juin 1962.
En 1958, c'est sous l'impulsion du glaciologue Louis Lliboutry, que se crée le Laboratoire de glaciologie. Il s'installe en 1961 dans les locaux de l'ancien évêché à Grenoble et prendra en 1978 la dénomination de Laboratoire de glaciologie et géophysique de l'environnement, puis Institut des géosciences de l’environnement en 2017.
Grâce à l'action du docteur Jean Roget, l'École de médecine devient en 1962 la faculté mixte de médecine et de pharmacie de Grenoble et s'installe logiquement en 1967 à La Tronche près des hôpitaux civil et militaire dans le vaste domaine de la Merci. La bibliothèque de la faculté de médecine ouvre ses portes le 1er février 1968 dans ce campus santé qui voit encore s'édifier trois autres immeubles. Ses alentours verront s'implanter dans les décennies suivantes plusieurs centres de recherche liés au monde médical constituant un campus santé de premier plan.
Jusqu'en 1960, les effectifs de l'université augmentent en accord avec les capacités d'accueil des établissements disséminés au sein de l'agglomération grenobloise : 3 950 étudiants en 1946, 4 378 étudiants en 1955 et 7 740 étudiants en 1960. Mais pour les physiciens, et notamment Louis Weil, créateur du Centre de recherches sur les très basses températures sur le site du centre d'études nucléaires et professeur à l'université des sciences, la nécessité de trouver un vaste site pour le développement de l'université devient un impératif.

### Regroupement des facultés sur le domaine universitaire

Un campus de 186 hectares né en 1961.

La décision d'ouvrir un campus hors la ville est annoncée le 14 octobre 1960 par le recteur Robert Trehin et le conseil de l'université donne son accord le 21 novembre suivant. Le 2 décembre 1961, afin d'accueillir un nombre croissant d'étudiants et de disposer de constructions modernes favorables au développement des laboratoires de recherche, la première pierre du campus à l'américaine est posée en présence du ministre Lucien Paye. Cette première pierre toute symbolique est destinée au bâtiment de l'Institut des mathématiques appliquées, mais se pose en réalité à l'extrémité de la rue Barnave afin d'éviter aux officiels d'avoir à marcher dans la boue des champs. Elle disparaît très vite par la construction de la rue des Résidences sur son emplacement. Le domaine universitaire, dénomination locale, se développe alors sur une zone de cultures maraîchères de 186 hectares située à 213 mètres d'altitude, à cheval sur les communes de Saint-Martin-d'Hères et de Gières, ce qui est inédit en France. Cependant, deux activités ne se délocalisent pas sur ce site, celles de la médecine et de la pharmacie qui rejoignent à partir de 1967 le domaine de la Merci à La Tronche. De 1960 à 1971, le sursaut démographique des « trente glorieuses » porte le nombre d'étudiants à 25 000 et ouvre la porte à l'après « Place de Verdun ».

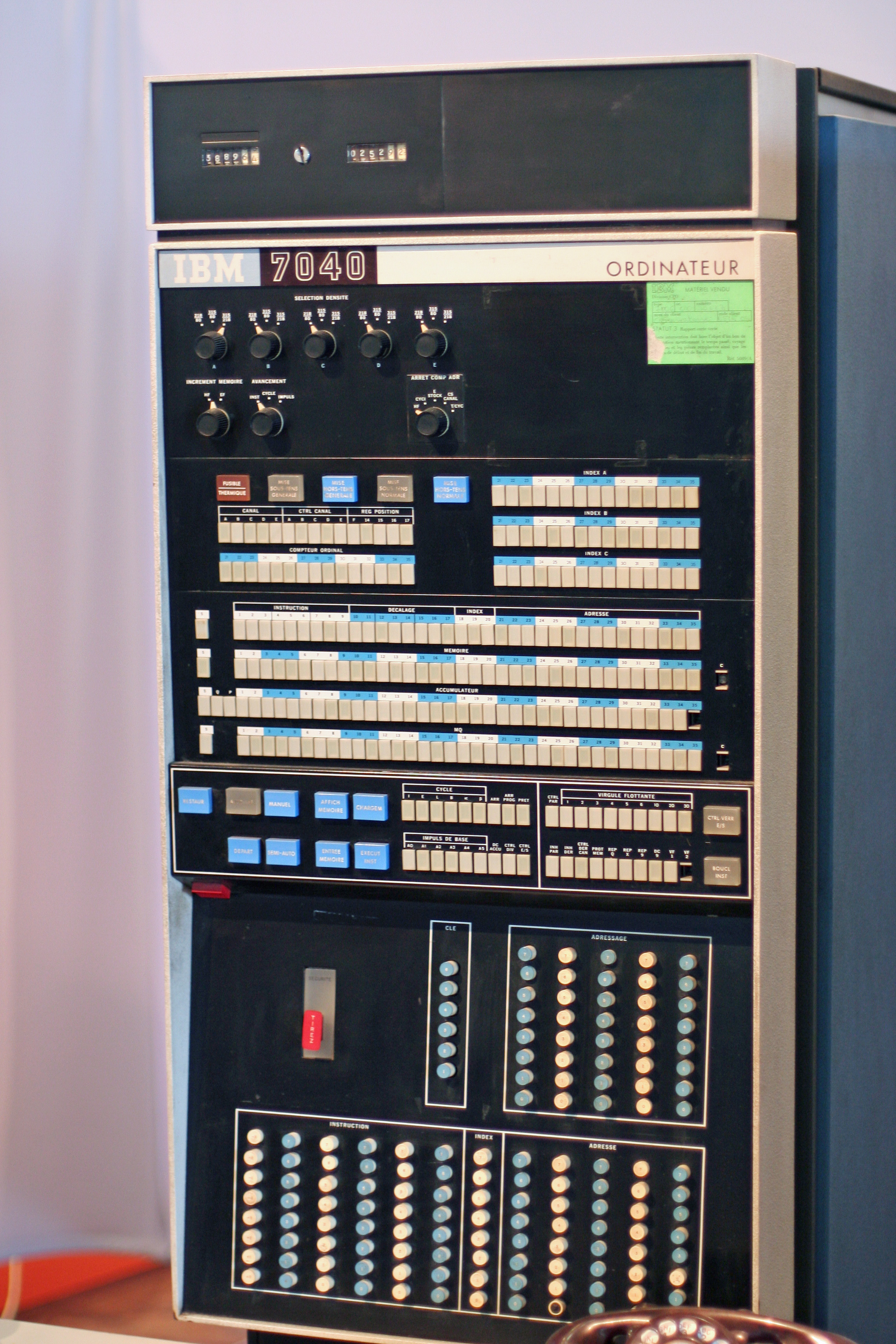
Un IBM 7040 de 1963.

Louis Weil prend une part essentielle à la création de ce campus. Acteur local de la collaboration entre recherche et industrie, aux côtés de Louis Néel, il est élu doyen de la faculté des sciences en 1961. Souhaitant associer le plus possible l'industrie locale des travaux publics à cet immense chantier, il parvient à convaincre l'administration centrale de faire travailler des architectes de la région puisque des treize réalisations faites durant son mandat, sept le sont par des architectes locaux. La mise en service du bâtiment de l'Institut des mathématiques appliquées a lieu en octobre 1963, et se voit équiper pour l'occasion d'un ordinateur de deuxième génération, l'IBM 7044. Louis Bolliet, élève de Jean Kuntzmann est le premier chercheur à l'utiliser.
Dès les premières années, les résidences d'étudiants sont construites grâce à une avance de la société Merlin Gerin gérée par l'Alliance universitaire de Grenoble. Les chantiers se suivent, la bibliothèque Droit-Lettres comportant 500 places assises est ouverte en 1966 et celle des Sciences en 1967 sur une surface de 13 218 m2 compte 2 100 places assises, libérant ainsi les locaux de la bibliothèque universitaire du boulevard Maréchal Lyautey. L'architecture de la place centrale du domaine est confiée à Olivier-Clément Cacoub, lauréat du premier grand prix de Rome en 1953, qui conçoit à la fois la bibliothèque des sciences, le bâtiment administratif de la faculté des sciences et un grand amphithéâtre. L'accessibilité du campus est assurée par 10 000 places de parking et les transports en commun mettront plusieurs années avant de desservir efficacement le site.
En mai 1970, alors que Grenoble est visée par une série d'attentats à la bombe de la part de groupes gauchistes, la ville voit son domaine universitaire devenir le lieu d'affrontements entre étudiants maoïstes et forces de l'ordre. L'année suivante, une opération commando fait deux blessés par balle le 28 mai, entraînant de graves incidents entre étudiants gauchistes et Sud-vietnamiens, provoquant l'arrêt des cours sur le campus jusqu'au 8 juin,. L'année 1972 est marquée par la création des Presses universitaires de Grenoble par des universitaires grenoblois avec la volonté de mettre en place une maison d’édition à part entière ayant son autonomie éditoriale et son propre réseau de diffusion pour faciliter la commercialisation et une meilleure visibilité de leur catalogue, souvent scientifique.

### Division de l'université de Grenoble
Par le biais de la loi Edgar Faure (1968) un nouveau type d'université voit le jour : les Établissements publics à caractère scientifique, culturel et professionnel (EPCSCP) dotés d'une autonomie affirmée. Les différentes facultés sont supprimées et remplacées par des unités d'enseignement et de recherche (UER) qui deviendront plus tard des Unités de formation et de recherche (UFR).
En 1970, l'université de Grenoble se fractionne pour donner d'un côté l'INPG (Grenoble INP) - qui était précedemment un Institut d'Université,  et de l'autre, prenant respectivement la suite des facultés, les trois  universités, Grenoble I qui portera par la suite le nom de Joseph Fourier, Grenoble II qui prendra le nom de Pierre Mendès France et Grenoble III qui rendra hommage à Stendhal. Grenoble-III n'étant pas l'exacte réplique de l'ex-faculté des lettres et sciences humaines puisque la seconde branche (sociologie, psychologie, histoire…) rejoint Grenoble-II tandis que la filière de géographie dépend de Grenoble-I.

### Externalisation des facultés grenobloises

#### Développement de l'antenne valentinoise
En 1452, Louis, 9e dauphin de France et futur Louis XI, créé l'université de Valence qui comportaient quatre facultés : théologie, droit, médecine et arts. L'université de Valence ferme ses portes sous la Révolution en 1792. Il faudra cependant attendre les années 1970 pour qu'il soit, à nouveau, offert la possibilité de suivre des études supérieures à Valence. Ce redémarrage est appuyé par les collectivités locales.
À ce titre, l'année 1971 est marquée par la création de la faculté libre de droit. En 1973, le premier département de l'IUT Gestion des entreprises et administrations (GEA), rattaché à l'IUT B Grenoble 2, ouvre ses portes. En 1983, la faculté libre de droit est intégrée à l'université des sciences sociales de Grenoble. Le centre de Valence de l'université Stendhal ouvre ses portes avec la création d'un DEUG de « Lettres Modernes » et c'est au tour de l'université Joseph-Fourier d'inaugurer son antenne valentinoise en 1990, avec la mise en place du DEUG sciences, structures et matière.
En 1991, le site de Valence est désigné « Pôle de développement universitaire » par le Comité interministériel d'aménagement du territoire (CIAT) et prend véritablement son essor en 1994 avec la création de l'Agence de développement universitaire Drôme-Ardèche (GIP opérateur d'État, réunissant universités grenobloises et collectivités locales).
Le développement se poursuit dans les années 1990 avec la création de l'École nationale supérieure en systèmes avancés et réseaux (ESISAR) en 1995 et du Laboratoire de conception et d'intégration des systèmes (LCIS), co-habilité Grenoble INP / UPMF (en 1996).

#### L'université dans l'agglomération grenobloise
En France à la fin des années quatre-vingt, Lionel Jospin, alors ministre de l'éducation nationale, lance le plan « Université 2000 » (période 1991-1998) pour assurer la démocratisation de l'accès à l'université, pour mieux faire face à la forte croissance annuelle des étudiants et pour participer à l'aménagement du territoire par un rééquilibrage des équipements universitaires dans l'hexagone. Une étude de la revue de géographie alpine montre qu'en 1990, Grenoble, dixième agglomération de France, possède 41 206 étudiants.
| \| Domaine universitaire CHU Nord Domaine de la Merci IUT 1 · Gambetta IUT 2 · Verdun IUT 1 Crous ICM CHU Sud Urbanisme et géographie alpine Polytech GreEn-ER \| Localisation des sites universitaires dans la métropole grenobloise. |
| Domaine universitaire CHU Nord Domaine de la Merci IUT 1 · Gambetta IUT 2 · Verdun IUT 1 Crous ICM CHU Sud Urbanisme et géographie alpine Polytech GreEn-ER                                                                            |

Durant l'année universitaire 2004-2005, l'université Grenoble-I compte 18 819 étudiants, l'université Grenoble-II 19 153 étudiants, l'université Grenoble-III 6 291 étudiants et l'Institut polytechnique de Grenoble 5 220 étudiants, totalisant pour ces quatre entités 49 483 étudiants, auxquels il faut ajouter les étudiants de l'IUFM, de l'École nationale supérieure d'architecture de Grenoble (ENSAG), de Grenoble École de management, des classes préparatoires aux grandes écoles et des BTS des lycées, représentant un total de 57 074 étudiants dont 6 896 étudiants étrangers.
À Grenoble, les élus locaux, en lien avec le monde universitaire, souhaitent développer l'université dans la ville, dans l'objectif de mieux rééquilibrer la répartition des différents sites de l'université grenobloise et ainsi renforcer les liens entre le « monde universitaire » et la « Cité ». Ainsi, deux nouveaux sites universitaires sont inaugurés au cœur de projets urbains d'envergure avec l'implantation en 1996, de l'Institut de la communication et des médias au cœur du nouveau centre-ville d'Échirolles, puis en 2001, avec la Cité des territoires qui regroupe dans le quartier Vigny Musset à Grenoble, l'Institut d'urbanisme de Grenoble (IUG), l'Institut de géographie alpine (IGA) et la plate-forme Multimédias. Avec la proximité de l'École nationale supérieure d'architecture de Grenoble, la Cité des territoires est l'un des pôles les plus importants de France en sciences territoriales, géographie, urbanisme, aménagement et architecture. De son côté, le domaine universitaire à Saint-Martin-d'Hères bénéficie de l'arrivée de la ligne C du tramway en mai 2006, puis l'année suivante de celle de la ligne D.
Le 20 juillet 2012, l'opération campus est lancée sur le polygone scientifique, concrétisant le premier partenariat public privé de rénovation des universités du Plan campus et dont le but est d'installer le GreEn-ER sur la presqu'île. GreEn-ER regroupe des formations d'ingénieurs portées par l'université Grenoble-Alpes, Grenoble INP et Grenoble École de management ouvre ses portes en septembre 2015.
En 2014, un jardin botanique portant le nom de Dominique Villars ouvre dans le parc des facultés de médecine et pharmacie à La Tronche. Il regroupe en divers bacs des plantes médicinales selon leurs propriétés thérapeutiques. En septembre 2017, les instituts de géographie alpine et d'urbanisme de Grenoble fusionnent pour devenir l'Institut d'urbanisme et de géographie alpine comptant alors 800 étudiants.

### Fusion et création de l'université Grenoble-Alpes
En janvier 2005, les trois universités grenobloises (Grenoble-I, Grenoble-II, Grenoble-III), Grenoble INP, ainsi que l'Institut d'études politiques de Grenoble mettent en place un groupement d'intérêt public (GIP) « Grenoble universités » qui fédère ces établissements d'enseignement supérieur.
Dès 2006, l'ensemble universitaire grenoblois s'inscrit dans une démarche de constitution d'un pôle de recherche et d'enseignement supérieur (PRES). Le 23 juin 2009 est fondé par décret le PRES « université de Grenoble », qui remplace le GIP Grenoble universités. Le site grenoblois est lauréat du Plan campus en 2008, mais pas des initiatives d'excellence (IDEX) en 2011.
En 2013, les trois universités grenobloises (Grenoble-I, Grenoble-II, Grenoble-III) souhaitent établir une université unique. Le décret de fusion est signé le 11 septembre 2015, pour une fusion effective le 1er janvier 2016. Le PRES est quant à lui remplacé par la « Communauté Université Grenoble-Alpes », créée le 29 décembre 2014, sous la forme juridique d’un établissement public à caractère scientifique, culturel et professionnel. Elle comprend, en plus de ses six membres fondateurs (les universités de Grenoble 1, 2 et 3, Grenoble INP, le CNRS et l'Inria), quatre établissements associés (université de Savoie-Mont-Blanc, l'IEPG - Institut d'études politiques de Grenoble, l'ENSAG - École nationale supérieure d'architecture de Grenoble et le CEA Grenoble).
En février 2016, le projet « IDEX Université Grenoble-Alpes : université de l'innovation » obtient la labellisation Initiative d'excellence du PIA 2. Si la ComUE en est le porteur, les partenaires sont l'université Grenoble-Alpes, Grenoble INP, Sciences Po Grenoble, ENSAG, CNRS, Inria, CEA, Irstéa, Inserm et le CHU Grenoble-Alpes. La COMUE obtient la troisième plus grosse dotation lui permettant de bénéficier de 25 millions d'euros d'intérêts par an pendant quatre ans.
Au 1er janvier 2020, l'université Grenoble-Alpes et la Communauté Université Grenoble-Alpes deviennent un établissement public expérimental qui intègre, en tant qu'établissement-composante, l'Institut polytechnique de Grenoble (qui intégre à cette occasion l'École polytechnique de l'université ainsi que Institut d'administration des entreprises de Grenoble), l'École nationale supérieure d'architecture de Grenoble et l'Institut d'études politiques de Grenoble,.
En mai 2023, le tribunal administratif de Grenoble annule les statuts du service des langues de l'université, rédigés en écriture inclusive en dépit d'une circulaire de 2017 enjoignant à l'administration et aux services de l'État à ne pas faire usage dans leurs communications officielles de cette graphie.
Le 12 novembre 2023, l'université Grenoble-Alpes est érigée en grand établissement,,. Le 11 janvier 2024 Yassine Lakhnech, déjà président de l'Université avant ce changement de statut juridique, est élu président du grand établissement pour un mandat de quatre ans, mais l'élection des conseils centraux, et donc du président, est annulée par le tribunal administratif pour vice de sincérité,. Jean-Christophe Camart est alors nommé administrateur provisoire afin, entre autres, d'organiser de nouvelles élections des conseils centraux,. Celles-ci ont lieu en avril, à la suite desquelles Yassine Lakhnech est réélu président du grand établissement le 16 mai 2024 par le nouveau conseil d'administration,.

## Gouvernance
L'université Grenoble-Alpes est un établissement public à caractère scientifique, culturel et professionnel. Un(e) président(e) se trouve à la tête du grand établissement et est assisté de vice-président(e)s. L'établissement est par ailleurs doté d'un conseil d’administration et d'un conseil académique, lui même formé d'une condition de la recherche, d'une commission de la formation et de la vie universitaire, et d'une commission de la vie étudiante.

## Enseignement
La création de l'université Grenoble-Alpes coïncide avec le lancement d'une nouvelle offre de formation proposée à partir de septembre 2016, qui couvre l'ensemble des domaines disciplinaires (DUT, PACES, licences, licences professionnelles, masters…) des trois anciennes universités :
- domaine « arts, lettres, langues » ;
- domaine « droit, économie, gestion » ;
- domaine « sciences humaines et sociales » ;
- domaine « sciences, technologies, santé ».

Plusieurs modalités d'enseignement sont proposées : formation initiale, formation continue, formation à distance.
La poursuite des études universitaires vers le grade de « docteur » est mutualisée à l'échelle de la Communauté Université Grenoble-Alpes. Créé en juin 2009 à l'occasion de la constitution du Pôle de recherche et d'enseignement supérieur Université de Grenoble, le Collège doctoral réunit les écoles doctorales issues de l'université Grenoble-Alpes, l'université Savoie-Mont-Blanc et de Grenoble INP. Les doctorants peuvent s'inscrire dans 14 écoles doctorales qui offrent des formations doctorales à la recherche dans toutes les disciplines, fondamentales et appliquées.
Avec le retrait du Royaume-Uni de l'Union européenne en 2021, l'université réoriente ses étudiants du programme Erasmus vers l'Irlande, les pays scandinaves ou ceux d'Europe de l'Est qui ont développé des formations anglophones.

## Classements internationaux
En avril 2017, l'université Grenoble-Alpes fait son apparition dans le classement du Times Higher Education en prenant la 52e place des meilleures universités de moins de 50 ans selon des critères d'excellence en termes d'enseignement, de recherche et d'ouverture internationale. L'UGA étant la huitième université française dans ce classement. Quatre mois plus tard, l'université intègre la tranche 150-200 du classement de Shanghai 2017.
En 2018, l'UGA installée dans cette même tranche apparaît dans 35 disciplines du classement de Shanghai, devenant l'université française la plus citée globalement, dont 11 fois parmi les cinquante premières universités. Son meilleur classement étant sa 10e place mondiale en géographie.
En 2019, ce même classement de Shanghai porte l'UGA dans la tranche 101-150 des universités mondiales, une première qui ne reste cependant que technique puisque avant la fusion des trois universités en janvier 2016, l'université Joseph-Fourier se situait déjà régulièrement dans cette tranche du classement.
En 2020, le classement mondial des universités QS la positionne à la 38e place des universités de moins de 50 ans, tandis que le classement de Shanghai la classe au 99e rang mondial.
Au classement mondial 2022 de Shanghai où figurent 2 814 universités, Grenoble se maintient entre les rangs 101 et 150, sans véritable changement par rapport aux années précédentes, y compris par rapport aux années où seule l'université Joseph Fourier figurait dans ce peloton, mais où l'on retrouvait également plus loin l'Institut national polytechnique, regroupé avec l'université Joseph Fourier au sein de l'UGA.
Le classement par discipline académique permet ainsi de discerner les points forts de l'Université de Grenoble, qui se situent dans les domaines des sciences naturelles, des sciences de l'ingénieur et des sciences médicales, confortant la position de Grenoble comme l'une des capitales européennes des sciences et des technologies, mais avec des activités dans le domaine des sciences humaines et sociales de moindre visibilité.
Dans celui des sciences naturelles, Grenoble se retrouve bien situées dans toutes les disciplines répertoriées : se situant dans les 50 premières pour les sciences de la terre (24e) mais aussi les mathématiques, la physique et la géographie, dans le peloton 51-75 pour les sciences de l'atmosphère, l'écologie et l'océanographie, et 101-150 pour la chimie.
Grenoble est également très présent dans le domaine des sciences de l'ingénieur. On retrouve Grenoble au 12e rang pour la télédétection, au 39e pour le génie métallurgique, entre les 51e et 75e rang pour le génie minéral et pour le génie hydraulique, entre les 76e et 100e rang pour le numérique et l'automatisation, entre les 101e et 150e rang pour les génies de la mécanique, de l'électrique, des matériaux et de l'environnemental, les nanosciences et les nanotechnologies, l'instrumentation scientifique et plus loin avec l'ingénierie médicale, les biotechnologies, les génies du civil, du chimique ou encore de l'énergétique.
En sciences médicales, Grenoble dispose également d'une réelle visibilité internationale, en clinique, dans l'intervalle 51-75, en pharmacie, dans l'intervalle 76-100, en santé publique comme en technologie médicale, ou elle figure dans l'intervalle 201-300.
En sciences de la vie, Grenoble, moins présent, apparaît néanmoins dans le secteur agricole, au sein du peloton 151-200, et en biologie générale comme en biologie humaine où elle se situe dans l'intervalle 201-300.
En sciences sociales, sur 13 items, Grenoble n'apparaît que pour 4 : statistiques (151-200), psychologie (201-300), management (301-400) et économie (401-500).
On notera que le secteur des Lettres n'est pas pris en considération dans le classement de Shangaï.
Le classement mondial QS des Universités place l'UGA au 317e rang mondial, mais permet de préciser ses forces, notamment dans les domaines des sciences de la nature où elle est 70e et des sciences de l'ingénieur et des technologies, avec une place de 144e. On notera, dans un classement plus détaillé, sa place de 33e en géologie, de 35e en géophysique, de 39e en sciences de la terre, de 87e en sciences des matériaux et de 97e en physique et astronomie. Elle figure également dans des rangs compris entre le 100e et le 150e en mathématiques, en chimie, en informatique et en génie électrique et électronique, maintenant ses classements obtenus antérieurement par l'Université Joseph Fourier avant son intégration dans l'UGA.
En 2024, avec 3 348 brevets déposés auprès de l'EPO sur la période 2000-2020, l'UGA est classée 1re université européenne en innovation par nombre de brevets déposés. Elle intègre le top 3 des meilleures universités françaises selon le classement thématique de Shanghaï.

## Institution

### Facultés, écoles et instituts
L'université Grenoble-Alpes est structuré en plusieurs composantes académiques.
Établissements-composantes qui conservent leur personnalité morale
- Institut polytechnique de Grenoble (INP) ;
- École nationale supérieure d'architecture de Grenoble (ENSAG) ;
- Institut d'études politiques de Grenoble (Sciences Po Grenoble).

Composantes académiques sans personnalité morale
- faculté des sciences, qui regroupe :

- département de la licence sciences et technologies ;
- observatoire des sciences de l'Univers de Grenoble ;
- UFR de chimie et de biologie :  Elle propose des formations dans les domaines de la biologie, de la chimie, du génie des procédés. Elle est aussi en lien avec des centres de recherches grenoblois ;
- UFR informatique, mathématiques, mathématiques appliquées de Grenoble, ou « IM2AG » : elle regroupe trois disciplines qui sont : les mathématiques, l'informatique et les mathématiques appliquées ;
- UFR physique, ingénierie, terre, environnement, mécanique (PhITEM): Cette UFR regroupe cinq disciplines : l'électronique, énergie électrique-automatique, la physique, le génie civil et les sciences de la Terre et de l'Univers.

- École universitaire de technologie, qui regroupe :

- Institut universitaire de technologie 1 de Grenoble, réparti sur trois sites : Grenoble campus, Grenoble Gambetta et Grenoble Claude-Bernard ;
- Institut universitaire de technologie 2 de Grenoble, sis dans d'anciens bâtiments de la faculté des sciences, place Doyen Gosse et place de Verdun ;
- Institut universitaire de technologie de Valence.

- Santé, sport, humanités et société :

- UFR arts et sciences humaines ; ou « ARSH ». Ce bâtiment intègre un centre de ressources qui contribue à l'accès de la documentation des étudiants, professeurs et chercheurs. On y étudie la Philosophie, l'Histoire, l'Histoire de l'Art et l'Archéologie, la Musicologie et les Sciences Humaines Appliquées (formation pluridisciplinaire unique en France). Ce bâtiment est également composé de trois laboratoires ;
- UFR langues étrangères : Cette UFR regroupe l'enseignement et la recherche dans les langues étrangères appliquées et en Langues, Littératures et Civilisations étrangères et régionales. On y étudie huit langues telles que l'anglais, le chinois, l'arabe, l'allemand, le japonais, l'espagnol, le russe et l'italien ;
- UFR langage, lettres, arts du spectacle, information et communication : Aussi appelé « LLASIC », cette UFR propose des enseignements et de la recherche dans plusieurs domaines tels que Lettres ; Journalisme ; Arts du Spectacle ; Sciences du Langage et Français Langue Étrangère ; Informatique Intégrée en Langues, Lettres et langage ; ainsi que Sciences de l'Information et de la Communication ;
- UFR sciences de l'Homme et de la société : (SHS)  On y retrouve quatre départements de formation : Psychologie, Sociologie; Mathématiques et Informatique Appliqués aux Sciences Humaines et Sociales; et Sciences de l'éducation. Elle est aussi composée de trois laboratoires de recherche ;
- UFR sciences et techniques des activités physiques et sportives (STAPS) : Cette UFR propose de la recherche sur les thèmes de la motricité humaine ou d'homme en mouvement; des formations continues et initiales pour l'enseignement, l'intervention, les activités physiques adaptées et de la santé, du tourisme et des loisirs sportifs et de la recherche. Elle est aussi ouverte aux citoyens souhaitant améliorer la gestion de sa vie physique ;
- UFR Faculté de Pharmacie : Cette UFR forme les futurs pharmaciens et professionnels de la santé.

Les composantes élémentaires non regroupées au sein de composantes académiques
- Institut d'urbanisme et de géographie alpine ;
- Faculté de droit ;
- Faculté d’économie de Grenoble.

Les structures transversales
- Département sciences Drôme Ardèche ;
- Centre universitaire d'études françaises (CUEF) ;
- Institut national supérieur du professorat et de l'éducation (INSPE) ;
- Service des langues (SDL) ;
- Collège des études doctorales (CED).

### Unités de recherche
Avec 3 000 enseignants chercheurs, 14 laboratoires d’excellence, 19 équipements d’excellence et 270 familles de brevets déposés, Grenoble compte parmi les écosystèmes de recherche les plus intenses de France. La recherche est organisée en six pôles regroupant les 80 laboratoires et structures de l'université Grenoble-Alpes :
- Mathématiques, Sciences et Technologies de l'Information et de la Communication ;
- Physique, Ingénierie et Matériaux ;
- Physique des particules, Astrophysique, Géosciences, Environnement et écologie ;
- Chimie, Biologie et Santé ;
- Sciences Juridiques, Politiques, Economiques et du Territoire, Sociologie et Gestion ;
- Arts, Lettres, Langues, Sciences Humaines, Cognitives et Sociales.

La stratégie établie de longue date pour développer des plateformes mutualisées de recherche et de technologie, ouvertes au transfert technologique et culturel, est combinée aux infrastructures européennes et internationales de la ville (ESRF, ILL, LEBM, IRAM, LNCMI) ou nationale comme l'IBS. Ces plateformes permettent de construire des collaborations internationales stratégiques ou plus locales comme NanoBio, pôle d'innovation en micro et nanotechnologies appliqué aux sciences du vivant ou le centre biomédical Clinatec.

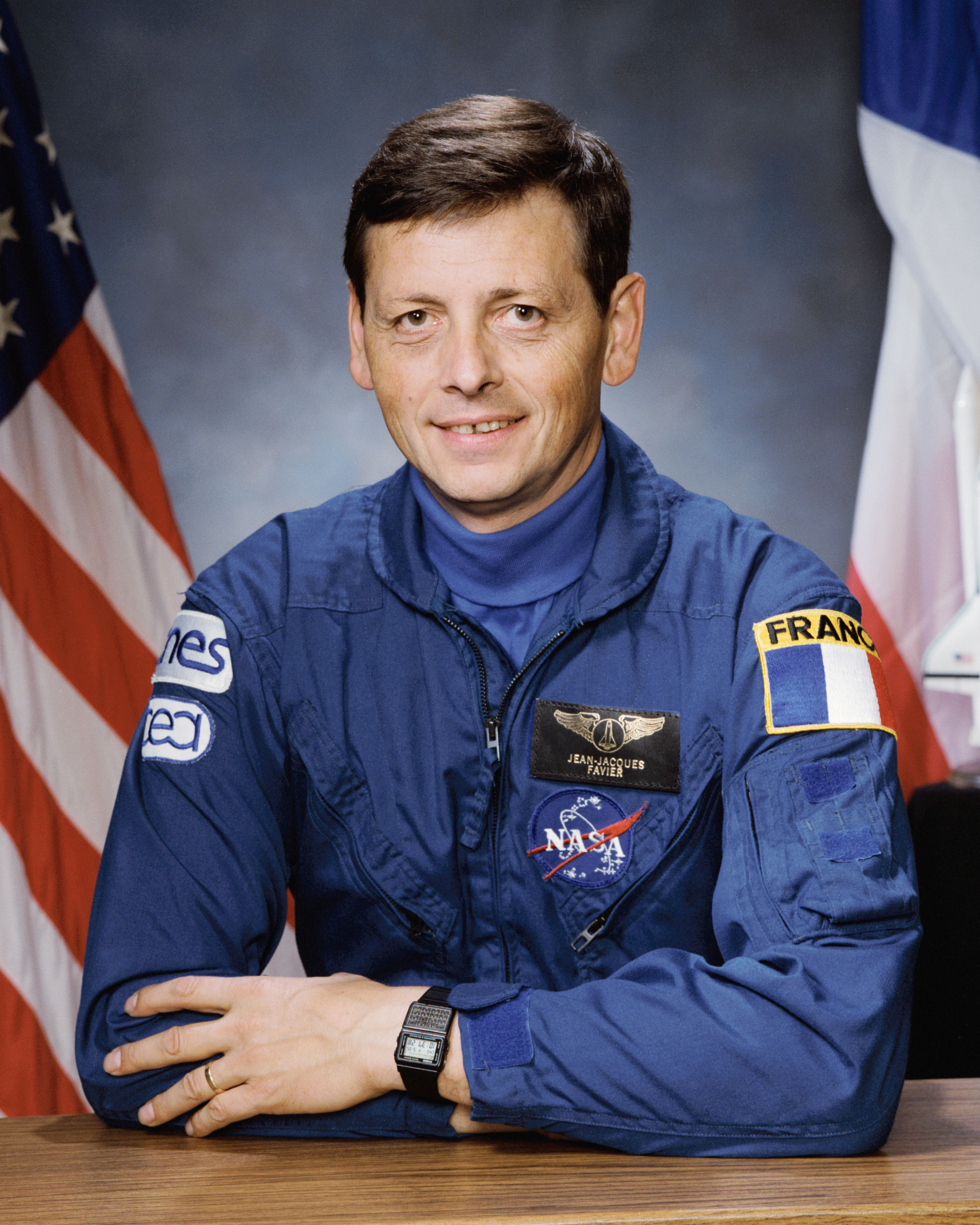
Jean-Jacques Favier.

Grenoble possède également une longue tradition en matière de recherche spatiale ainsi que dans la compréhension et l'observation de notre Univers grâce à des laboratoires comme l'institut de radioastronomie millimétrique, l'institut de planétologie et d'astrophysique, le laboratoire de physique subatomique et de cosmologie, l'Institut Néel, mais aussi dans une moindre mesure l'institut des sciences de la Terre.
Ainsi en septembre 2015, l'ancienne université Joseph-Fourier en collaboration avec l'Institut polytechnique de Grenoble a mis en place un centre spatial universitaire à Saint-Martin-d'Hères permettant aux étudiants de s’impliquer dans la construction de microsatellites,. Ce centre organise des conférences avec la venue de scientifiques de renom comme le 24 mars 2016 où vingt ans après son vol dans l'espace à bord de la navette Columbia au cours de la mission STS-78, Jean-Jacques Favier, scientifique du CEA Grenoble et docteur de l'université de Grenoble, est invité dans le cadre de la semaine du spatial miniaturisé,. Afin de créer une source d'inspiration à de nouvelles technologies spatiales, la société Air Liquide Advanced Technologies et la fondation « Université Grenoble-Alpes » signent le 8 février 2016, une convention de mécénat au profit de ce centre spatial,. D'autres mécènes soutiennent le centre comme Sofradir, Teledyne-E2v, Nicomatic ou Gorgy Timing.
En 2016, l'UGA est chargée du projet Green (GREnoble Excellence in Neurodegeneration), l’un des sept centres français d’excellence dans le domaine des maladies neurodégénératives, et qui vise l’étude de quatre maladies principales, Alzheimer, Huntington, Parkinson et la sclérose en plaques,.
En février 2017, la fondation « Université Grenoble-Alpes » organise une expédition en Norvège afin de valider au sol la maquette d'un instrument d'observation des aurores polaires prévu pour être lancé dans l'espace en 2020. Pressenti dans un premier temps pour être envoyé par une fusée Soyouz, le micro satellite de moins de trois kilos baptisé AMICal Sat est mis sur orbite le 3 septembre 2020 par une fusée Vega depuis le centre spatial guyanais,. Le premier cliché d'une longue série est reçu le 22 octobre. Par la suite, trois autres satellites sont en cours de préparation : ATISE, également chargé d'étudier les aurores boréales, NanoCarb, spécialisé dans l'observation des gaz à effet de serre, et NanoBob, le satellite de la communication quantique.
En 2018, des chercheurs de l'UGA sont impliqués dans le projet QuCube visant à mettre au point sur une durée de six ans, un processeur quantique d'une puissance encore jamais atteinte,. Ce projet mené par le Laboratoire d'électronique et de technologie de l'information, l'Institut nanosciences et cryogénie (INAC) et l'Institut Néel est l'un des 27 lauréats européens du Conseil européen de la recherche afin de développer des technologies innovatrices et révolutionnaires.

### Fondation
Le 5 septembre 2014, une fondation sous une forme associative est créée autour de l'université sous le nom « Fondation Université Grenoble Alpes ». Elle est administrée par un conseil d'administration composé de 26 membres et présidé par Patrick Lévy, et vise à s'investir dans des projets ambitieux, à inventer des coopérations de mécénat et à soutenir des chaires universitaires.
À partir de la rentrée 2015, la fondation « Université Grenoble-Alpes » épaulée par un financement participatif donne la possibilité à des étudiants réfugiés de la guerre civile syrienne de suivre des cours pour apprendre le français et poursuivre leurs études.
Deux projets soutenus par la fondation ressortent : la Fondation Ice Memory visant la préservation des carottes de glace recueillies dans les glaciers de montagne et la construction par des étudiants de nano-satellites de surveillance environnementale AMICal Sat (2019) et ThingSat (2022),,.

### Bibliothèques
L'université propose un service commun de documentation qui regroupe un réseau de plusieurs bibliothèques universitaires (BU) et une forte ressource documentaire implantée dans de nombreuses composantes :
- BU Joseph-Fourier (anciennement BU Sciences, renommée le 9 octobre 2018[138] ) (collections en sciences, techniques, sports, et qui accueille, depuis la fusion avec BU Professorat éducation de Grenoble en 2022, des collections en sciences de l'éducation, professorat et jeunesse) à Saint-Martin d’Hères,
- BU de Médecine-pharmacie (collections de santé) à La Tronche,
- BU Droit et Lettres (collections de droit, économie gestion, langue et littératures, sciences humaines, sciences sociales et arts) à Saint-Martin-d'Hères,
- BU Professorat éducation (collections spécialisées en éducation, pédagogie et didactique des disciplines) implantée à Valence, Chambéry et Bonneville.

Ce service commun appartient au réseau de bibliothèques universitaires du service inter établissement de la documentation (SID) de l'université Grenoble-Alpes et de Grenoble INP. Une bibliothèque universitaire « lettres et langues, droit, IUT » est également implantée à Valence, intégrée au sein de la médiathèque publique et universitaire (MPU) communale.
Depuis le 8 novembre 2018, la bibliothèque Droit et Lettres bénéficie du service de consultation de l'Inathèque.

### Autres services inter-universitaires et communs

#### Service commun
- Service universitaire des activités physiques et sportives (SUAPS).

#### Services inter-universitaires
- Service inter-universitaire des activités physiques et sportives (SIUAPS) ;
- Service informatique mutualisé du site universitaire (SIMSU) ;
- Service inter-établissement de la documentation (SID) Université Grenoble-Alpes et Grenoble-INP : BU Sciences, BU Droit Lettres, BU Médecine et Pharmacie, BU Professorat Éducation de l'académie de Grenoble et l'ensemble des bibliothèques des composantes et laboratoires de recherche adossées au réseau ;
- MEDIAT, Centre régional de formation aux métiers des bibliothèques ;
- Cellule inter-universitaire de gestion des retraites ;
- Centre de santé.

## Campus et pavillons de l'université Grenoble-Alpes

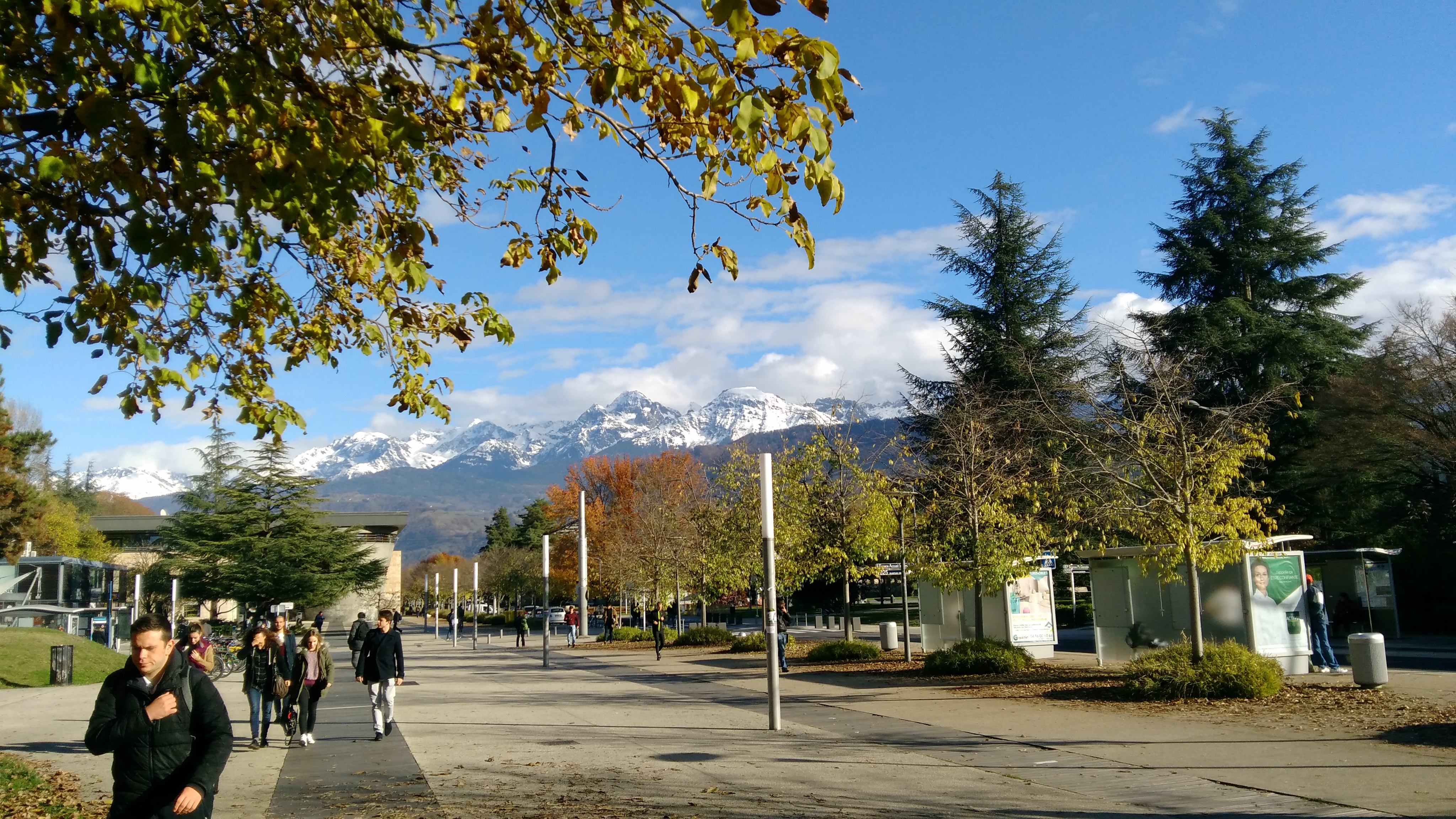
L'avenue centrale du domaine universitaire au niveau de Sciences-Po Grenoble (2016).

L'université Grenoble-Alpes possède un patrimoine de plus de 500 000 m2 répartis sur une douzaine de sites implantés dans la région Auvergne-Rhône-Alpes.
L'université possède la plupart de ses bâtiments sur le domaine universitaire de Grenoble, situé à cheval sur les communes de Saint-Martin d'Hères et de Gières. Certaines structures sont implantées dans la ville de Grenoble : Campus Vigny-Musset (Cité des Territoires), Place de Verdun (IUT2), Presqu'île, Grenoble Gare (IUT 2 et IUT1), Gambetta (IUT 1). Elle est également implantée à Échirolles (ICM) ou encore à La Tronche, à proximité du centre hospitalier universitaire Grenoble-Alpes.
Elle possède aussi un certain nombre d'antennes
- à Valence dans la Drôme (Pôle universitaire Latour-Maubourg et site Briffaut)
- à Vienne, avec le département Gestion des Entreprises et des Administrations de l'IUT2
- en Ardèche méridionale (le Cermosem - Plateforme du développement territorial au Domaine Olivier de Serres au Pradel - commune de Mirabel),
- en Savoie (antenne de l'ESPE de Chambéry),
- en Haute-Savoie avec l'École de physique des Houches (qui organise chaque année de janvier à octobre des sessions de formation en physique à l'intention des doctorants et des chercheurs)
- dans les Hautes-Alpes avec le jardin botanique du col du Lautaret.

Avec le plan Campus lancé en 2008 par le gouvernement Fillon, d'autres édifices voient le jour sur le domaine universitaire comme le pôle d'innovation des logiciels et des systèmes intelligents (PILSI), aujourd'hui bâtiment IMAG, ouvert en mars 2016 sur une surface de 15 240 m2. D'autres projets immobiliers liés à ce plan Campus voient le jour comme l'ouverture en 2019 de l'institut de formation des professionnels de santé ou d'un bâtiment pour la Faculté de droit,.

## Vie étudiante
La vie étudiante de l'université est riche via les différentes associations chargées de l'animation estudiantine, associations par discipline, par centre d’intérêt, à but spécifique (musique, chant, danse, étudiants de nationalité étrangère...). De plus, l'université a mis en place de nombreux dispositifs pour soutenir les étudiants dans leurs projets : sportifs et artistes de haut niveau, étudiants en difficulté académique, étudiants parents d'enfants en bas âge ou étudiants salariés. Le dispositif sportif de haut niveau est l'un des meilleurs en France et permet à de nombreux étudiants de vivre pleinement leurs ambitions sportives et professionnelles à travers un accompagnement pédagogique, sportif, social, médical et paramédical, comme Marie Dorin-Habert qui obtient deux médailles aux Jeux olympiques d'hiver de 2010 à Vancouver ou Maurice Manificat médaillé de bronze et Pierre Vaultier médaillé d'or en 2014 aux Jeux olympiques d'hiver de 2014 à Sotchi. Lors des Jeux olympiques d'hiver de 2018 à Pyeongchang, six des quinze médaillés français sont issus des établissements universitaires grenoblois incitant la ministre des sports Laura Flessel à en faire un exemple.
En effet, l'université propose des dispositifs d'aménagement pour les sportifs qui se traduisent par des facilités d'inscriptions dans certains groupes de cours, ou encore des sessions spéciales d'examen. Lorsque les contraintes sont trop fortes et bien spécifiques, l'UGA a développé le dispositif Inter'Val, destiné principalement aux skieurs de haut niveau, mais désormais ouvert aux autres sports d'hiver. Il est réservé aux sportifs atteignant le plus haut niveau (coupes et championnats d'Europe et du monde, jeux olympiques) inscrits sur liste ministérielle et leur permet une scolarité asynchrone, en partie à distance.

### Vie sportive
L'université possède un club omnisports, le Grenoble Université Club fondé en 1922 au sein duquel plusieurs clubs de sport cohabitent dont celui consacré au ski alpin et nordique au tennis au rugby à l'athlétisme au badminton ou à la plongée sous marine. L'université dispose également du Grenoble Volley Université Club disputant ses matchs au gymnase Malherbe.

### Vie associative
De nombreuses associations étudiantes sont présentes à l'université Grenoble-Alpes et dans ses composantes. Elles constituent un élément essentiel du dynamisme universitaire en animant une vie étudiante riche et variée tout au long de l’année. La vie associative de l'université Grenoble-Alpes reflète la diversité des centres d'intérêt et des préoccupations de ses étudiants par la présence d'associations culturelles, sportives, citoyennes, internationales, solidaires, d'associations de filière, ainsi que d'associations représentatives (syndicats).

### Vie culturelle
L'université de Grenoble dispose depuis 2002 d'un orchestre appelé Orchestre des Campus de Grenoble, ouvert à tous les étudiants et personnels des établissements d’enseignement supérieur de l’agglomération grenobloise. Dans un même registre musical, l'université possède depuis 1946 le chœur universitaire de Grenoble. Le domaine universitaire de Saint-Martin-d'Hères dispose de trois salles de spectacles, l'Amphidice, l'Aquarium et l'Aparté, un lieu multiculturel nommé EVE — espace vie étudiante —, et trois espaces d'exposition et de conférences : bibliothèque universitaire des sciences ; bibliothèque universitaire « droit-lettres » ; la Véranda.
Le campus est doté d'une radio associative, Radio Campus Grenoble, faite par les étudiants, et qui propose une programmation musicale éclectique, favorisant les musiques que l'on ne rencontre pas sur les grandes radios. Elle traite également l'information locale, nationale et internationale tout en apportant un soin particulier aux actualités la vie culturelle et associative grenobloise.
Afin de relier le patrimoine de la ville avec ses étudiants, le musée de Grenoble organise depuis 2004 la nocturne des étudiants en mars en collaboration avec l'université de Grenoble et l'association « Un tramway nommé culture ». Chaque année, l'animation s'articule autour de plusieurs projets artistiques proposés par des étudiants le temps d'une soirée. Avec 2 800 visiteurs durant l'édition 2014, l'animation est devenue un rendez-vous de la vie étudiante grenobloise. Par ailleurs, toujours sur un plan culturel, le domaine universitaire est relié au musée de la Révolution française de Vizille grâce à la ligne de bus 23.
En 2018, l'association pour un conservatoire de l'informatique et de la télématique, véritable musée de l'informatique à l'étroit dans ses locaux de la rue Joseph-Rey à Grenoble, devrait déménager ses collections d'ordinateurs sur le domaine universitaire.

### Polémique
En 2023, la presse relate que des groupuscules d’extrême gauche ont empêché une conférence organisée par le syndicat étudiant l’Union nationale inter-universitaire (UNI) et intimident les militants de droite. Selon Le Figaro, les militants de l’UNI sont régulièrement agressés. En juillet 2022, trois étudiants étaient jugés pour violences en réunion par le tribunal correctionnel pour l'agression d'étudiants de l'UNI en avril de la même année.

## Personnalités liées à l'université

### Présidents et administrateur provisoire
| Identité                   | Période         | Période          |
| Identité                   | Début           | Fin              |
| -------------------------- | --------------- | ---------------- |
| Patrick Lévy               | 21 janvier 2018 | 31 décembre 2019 |
| Yassine Lakhnech (d)       | 7 janvier 2020  | 31 décembre 2023 |
| Yassine Lakhnech (d)       | 11 janvier 2024 | 8 février 2024   |
| Jean-Christophe Camart (d) | 8 février 2024  | 16 mai 2024      |
| Yassine Lakhnech (d)       | 16 mai 2024     | En cours         |

### Enseignants
(Les noms sont classés en ordre chronologique des dates de naissances).
- Joseph Fourier (1768-1830), Recteur
- Jean-François Champollion (1790-1832), Pr d'histoire de 1809 à 1821
- Wilfrid Kilian (1862-1925), Pr de géologie à partir de 1892
- Charles Petit-Dutaillis (1868-1947), Pr d'histoire à partir de 1908
- Raoul Blanchard (1877-1965), Pr de géographie à partir de 1906
- Antonin Duraffour (1879-1956), Pr de philologie de 1932 à 1952 et cofondateur de l'institut de phonétique de Grenoble
- Jacques Chevalier (1882-1962), Pr de philosophie de 1919 à 1944 et doyen de la faculté des lettres
- Maurice Pardé (1893-1973), Pr de géomorphologie à partir de 1930
- Louis Néel (1904-2000), en tant que chercheur physicien en 1940, puis Pr à partir de 1945
- Jean Kuntzmann (1912-1992), Pr agrégé de mathématiques appliquées à partir de 1947
- Jean-Louis Koszul, (1921-2018), Pr de mathématiques pures, membre de l'Académie des sciences et du groupe Bourbaki
- Michel Soutif (1921-2016), enseignant physicien de 1950-60 et 1er président de l'université Joseph-Fourier
- Louis Lliboutry (1922-2007), Pr de géodynamique-glaciologie et fondateur du laboratoire de l'Aiguille du Midi
- Pierre Broué (1926-2005), Pr d'histoire contemporaine en 1965-66
- Claude Kastler (1936-2011), Pr émérite des langues slaves
- Nabile Farès (1940-2016), maître de conférences en littérature comparée à l'université Stendhal
- Alim Louis Benabid (1942-), Pr émérite de biophysique
- Gilles Lipovetsky (1944-), Pr agrégé de philosophie
- Jean-Pierre Demailly (1957-2022), Pr de mathématique
- Élisabeth Charlaix (1958-), enseignante et chercheuse en physique, spécialiste de mécanique des fluides
- Benoît Boulanger (1961-), enseignant et chercheur en physique, spécialiste d'optique non linéaire paramétrique
- Aurélien Barrau (1973-), enseignant et chercheur en astrophysique, spécialiste des trous noirs
- Serge Slama (1973-), Pr de droit public
- Audrey Le Gouellec (1981-), maître de conférences et praticien hospitalier en biochimie médicale
- Catherine Sifakis (s.d.), maître de conférences en sciences économiques.

### Étudiants
(Les noms sont classés chronologique des dates de naissance).
- Corneille de Blockland (1530-1610), médecin, musicien et astrologue du XVIe siècle
- Jules Macé de Lepinay (1851-1904), physicien et cofondateur de l'École centrale de Marseille
- Jean Laval (1900-1980), physicien et professeur titulaire de la chaire de physique théorique au Collège de France
- Phillips Holmes (1907-1942), acteur à Hollywood
- Richard von Weizsäcker (1920-2015), 6e président fédéral d'Allemagne
- Marc Ferro (1924-2021), étudiant d'histoire-géographie, puis enseignant-chercheur et historien
- Abdoulaye Wade (1926-), 3e président de la République du Sénégal
- Mohammed Bedjaoui (1929-), étudiant en droit et président de la Cour internationale de justice de 1994 à 1997
- Jacqueline Kennedy-Onassis (1929-1994), Première dame des États-Unis[160]
- Vigdís Finnbogadóttir (1930-), 4e présidente de l'Islande
- Hazem el-Beblawi (1936-), étudiant en droit et homme d'État égyptien de 2011 à 2014
- Shoshana Felman (en) (1942-), étudiante en lettres, puis Pr de littérature comparée depuis 1970 et critique littéraire américaine
- Daniel Abibi (1942-), homme politique, mathématicien et diplomate congolais
- François Gernelle (1944-), ingénieur informaticien et inventeur
- Gérard Mourou (1944-), physicien, colauréat du prix Nobel de physique 2018
- Maurice Gardès (1945-), évêque français
- Joseph Sifakis (1946-), informaticien, colauréat du prix Turing en 2007, directeur de recherche au CNRS
- Charles Elachi (1947-), étudiant en génie électrique et dir. du Jet Propulsion Laboratory (JPL) — Ets de la NASA — de 2001 à 2016
- Alain Planet (1948-), évêque français
- Abderrahmane Benkhalfa (1949-2021), étudiant en sciences de Gestion et ministre des finances algérien en 2015 et 2016
- Jean-Jacques Favier (1949-2023), étudiant en ingénierie, spationaute en 1996
- Richard E. Hoagland (en) (1950-), ambassadeur des États-Unis
- Lydia Dambassina (1951-), artiste visuelle grecque
- Park Geun-hye (1952-), 11e présidente de la Corée du Sud
- Jean-Pierre Françoise (1953-), mathématicien, professeur à Sorbonne-Université
- Gaétan Barrette (1956-), radiologiste, puis homme politique québécois et ministre de la Santé de 2014 à 2018
- Masako Owada (1963-), Impératrice du Japon[161]
- Andreas Nijenhuis-Bescher (1972-), historien moderniste
- Olivier Véran (1980-), médecin neurologue, homme politique et ancien ministre
- Olivier Giroud (1986-), footballeur
- Gilles Vergnon (s.d.), historien spécialiste de politique en Europe et de la Seconde Guerre mondiale.

## Logotypes

Logo de la Communauté Université Grenoble-Alpes.
Logo depuis 2020.